# Astrofotografia

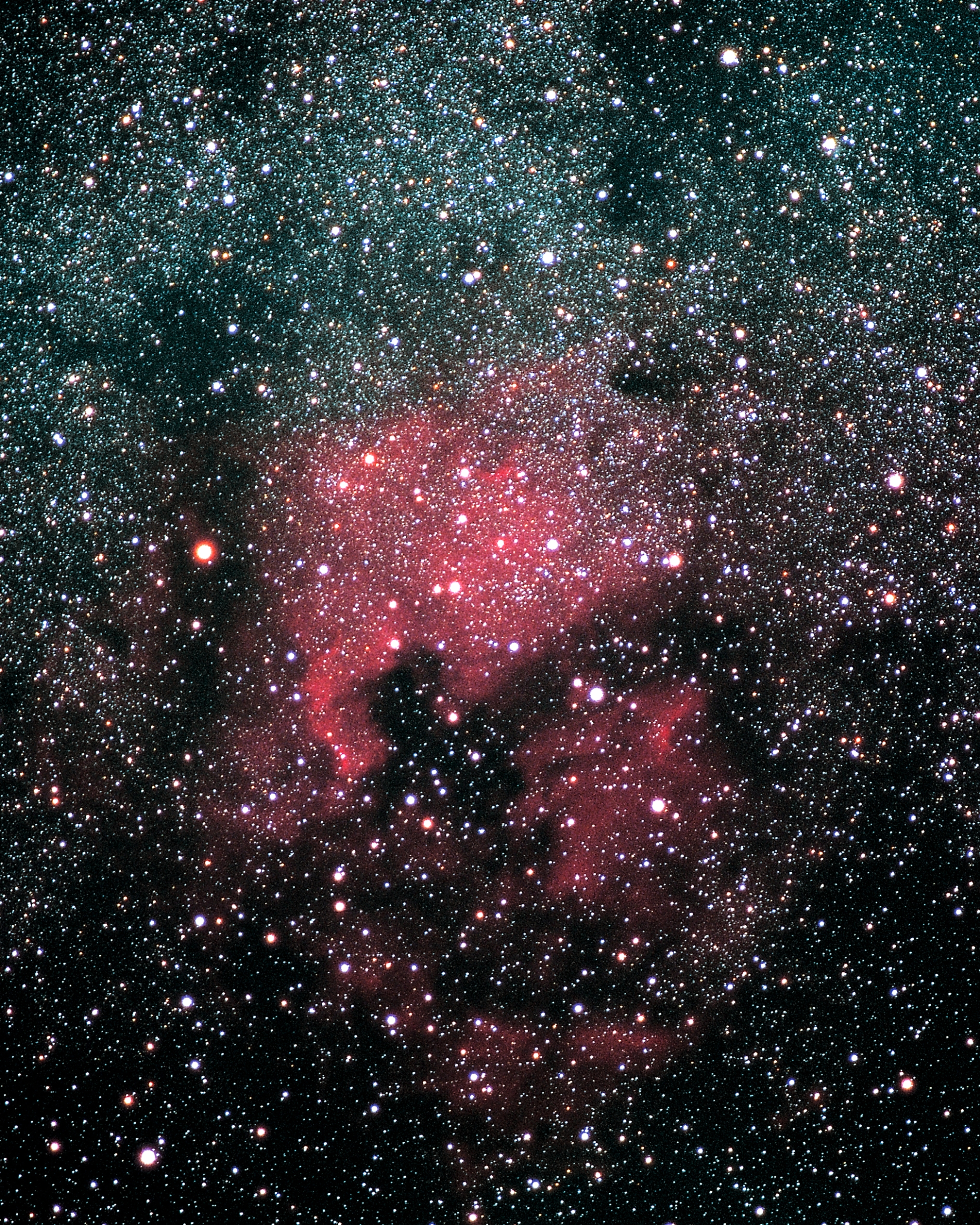
Mgławica Ameryka Północna

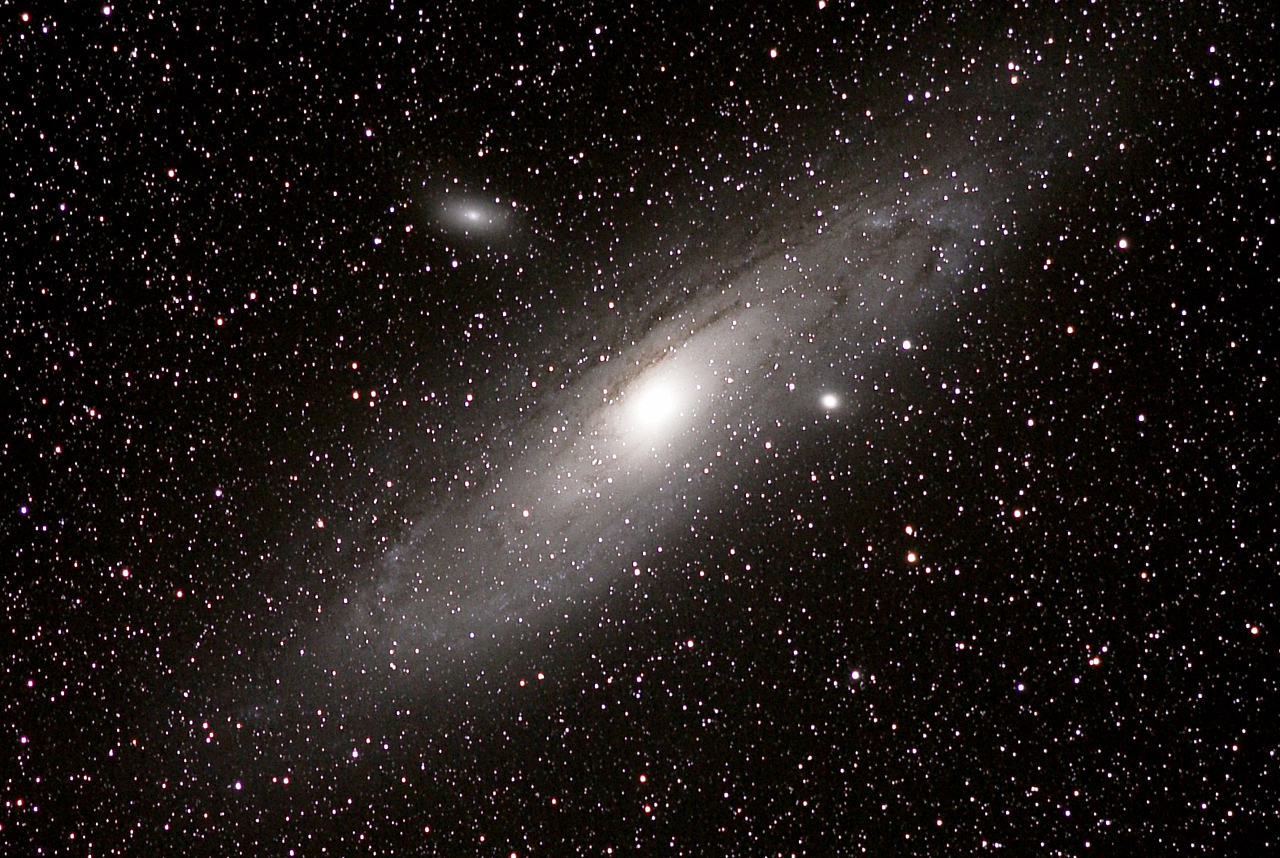
Galaktyka Andromedy – M31

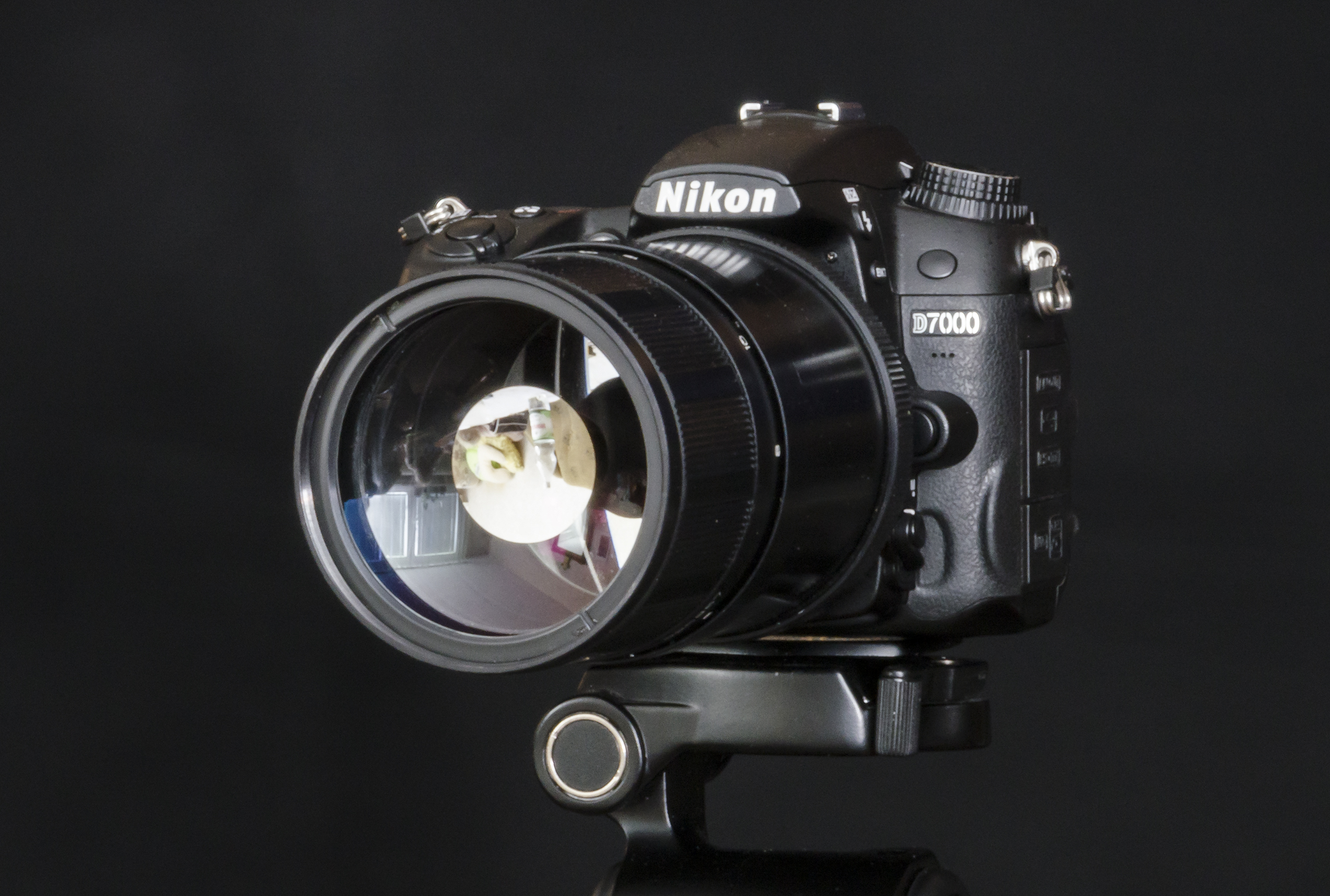
Amatorski zestaw do astrofotografii

Astrofotografia (astrografia) – dziedzina fotografii, która zajmuje się zdjęciami sfery niebieskiej oraz wszystkich występujących na niej obiektów, takich jak np. planety, galaktyki czy mgławice. Astrofotografię wykorzystuje się często, by ujrzeć obiekty zbyt słabe do oglądania gołym okiem bądź za pomocą niewielkich teleskopów. Zastosowanie długiego czasu ekspozycji umożliwia zebranie na jednej kliszy fotograficznej lub innym elemencie światłoczułym wszystkich fotonów padających z danego obszaru nieba nawet przez kilka godzin. Utrzymanie bardzo dokładnego ustawienia aparatu (ew. połączonego z teleskopem – zob. astrograf) wymaga użycia solidnego statywu i montażu, połączonego z precyzyjnym napędem zegarowym.

## Historia
Pionierem astrofotografii był John William Draper, który wykonał fotografię Księżyca w 1840 roku. Następnie jego syn, Henry Draper, w 1880 r. jako pierwszy sfotografował obiekt pozasłoneczny – Wielką Mgławicę w Orionie. Od początku lat 90. XX wieku coraz więcej, zarówno amatorów, jak i profesjonalnych astrofotografów zamienia tradycyjne aparaty na matryce CCD, charakteryzujące się m.in. zwiększoną czułością.

## Wzory przydatne w astrofotografii
Pole widzenia rejestratora obrazu (aparatu, kamery)
{\displaystyle \alpha =2\operatorname {arctg} {\frac {d}{2f}},}
gdzie {\displaystyle d} jest długością boku detektora, a {\displaystyle f} – ogniskową.
Długość śladu zakreślanego przez gwiazdę, fotografując nieruchomym aparatem
{\displaystyle L={\frac {t}{86164}}2\pi f\cos \delta ,}
gdzie {\displaystyle t} jest czasem naświetlania w sekundach, {\displaystyle f} ogniskową, a {\displaystyle \delta } deklinacją gwiazdy. Jednostka otrzymanej długości śladu {\displaystyle L} odpowiada jednostce określającej ogniskową. Chcąc uzyskać przesunięcie mniejsze od wielkości pojedynczego piksela, należy zastosować czas krótszy, niż
{\displaystyle t<{\frac {86164L}{2\pi f\cos \delta }}.}
Za {\displaystyle L} należy podstawić rozmiar piksela (jednostka musi być taka sama, jak ta opisująca ogniskową). Wzór można również zastosować w fotografii na tradycyjnych materiałach halogenosrebrowych. Za {\displaystyle L} należy wstawić wtedy wielkość krążka rozproszenia właściwą dla danego formatu: 0,05 mm lub 0,033 mm dla aparatów małoobrazkowych; 0,075 mm dla formatu 6x6; 0,09 mm dla formatu 6x9 lub 0,1 mm dla formatu 9x12 i 4x5. Wtedy ogniskowa winna być również w mm.
By skompensować obrót sfery niebieskiej instrument należy zamocować na montażu paralaktycznym bądź azymutalnym z napędem sterowanym elektronicznie, stosując dodatkowo rotor pola.
Wielkość liniowa obrazu ciała niebieskiego rzutowanego na detektor
{\displaystyle l=2f\operatorname {tg} {\frac {\alpha }{2}},}
gdzie {\displaystyle \alpha } jest wielkością kątową obiektu.
Średnica plamki Airy’ego w ognisku teleskopu o średnicy czynnej {\displaystyle \#} i ogniskowej {\displaystyle f} dla długości fali {\displaystyle \lambda }
{\displaystyle D=2{,}43932\,\lambda \,{\frac {f}{\#}}.}
Wzór ten umożliwia dobór optymalnego rozmiaru piksela matrycy światłoczułej rejestratora podłączanego do teleskopu, celem uzyskania najlepszej rozdzielczości kątowej. Zgodnie z twierdzeniem o próbkowaniu, na średnicę krążka Airy’ego powinny przypadać co najmniej dwa piksele (zob. częstotliwość Nyquista). Dalsze zmniejszanie wielkości piksela nie wniesie jednak dodatkowych detali do obrazu (zob. zdolność rozdzielcza). Jeśli rozmiar piksela jest zbyt duży w stosunku do parametrów teleskopu, można skorzystać z soczewki Barlowa, celem wydłużenia ogniskowej instrumentu optycznego.
Sugerowany czas naświetlania (w sekundach)
{\displaystyle t={\frac {N^{2}}{AI}},}
gdzie:
{\displaystyle N} – liczba przysłony
{\displaystyle A} – czułość filmu [ASA]
{\displaystyle I} – moc promieniowania fotografowanego obiektu [J/s].
| Obiekt                                       | Moc promieniowania [J/s] |
| -------------------------------------------- | ------------------------ |
| Słońce                                       | 10000000                 |
| Słońce w filtrze wizualnym Baader ND5        | 100                      |
| Słońce w filtrze fotograficznym Baader ND3,8 | 1585                     |
| Zaćmienie Słońca                             |                          |
| Protuberancje                                | 100                      |
| Wewnętrzna korona                            | 50                       |
| Środkowa korona                              | 5                        |
| Zewnętrzna korona                            | 0,5                      |
| Niebo w czasie zaćmienia                     | 0,01                     |
| Planety                                      |                          |
| Wenus                                        | 2000                     |
| Mars                                         | 60                       |
| Jowisz                                       | 30                       |
| Saturn                                       | 10                       |
| Uran                                         | 4                        |
| Niebo                                        |                          |
| Szary świt                                   | 0,01                     |
| Niebieskie niebo                             | 1000                     |

| Obiekt                          | Moc promieniowania [J/s] |
| ------------------------------- | ------------------------ |
| Księżyc                         |                          |
| 2–3 dni przed/po nowiu Księżyca | 10                       |
| 4–5 dni przed/po nowiu Księżyca | 20                       |
| Kwadry Księżyca                 | 40                       |
| Księżyc 2–3 dni przed/po pełni  | 80                       |
| Księżyc w pełni                 | 200                      |
| Zaćmienie Księżyca              |                          |
| Granica cienia                  | 0,05                     |
| Zaćmienie całkowite             | 0,005                    |
| Obiekty „Deep Sky”              |                          |
| Środkowa część M42              | 0,001                    |
| Większość mgławic               | 0,0001                   |
| Galaktyka M31                   | 0,0001                   |
| Większość galaktyk              | 0,00001                  |
| Droga Mleczna                   | 0,00001                  |

W praktyce optymalny czas naświetlania może się nieco różnić od wyliczonego. Wpływa na to m.in. zaświetlenie tła nieba, ewentualne odstępstwo faktycznej czułości detektora od parametrów nominalnych, warunki pogodowe, ekstynkcja atmosferyczna itp.